# トミー (ロンドン交響楽団のアルバム)
Tommy as performed by London Symphony Orchestra and English Chamber Choir with Guest Soloistsは、ロンドン交響楽団とイギリス室内合唱団が1972年に発表したアルバム。イングランドのロック・バンドのザ・フーが1969年に発表したアルバム『トミー』の管弦楽団版。ザ・フーのメンバー、リンゴ・スター、ロッド・スチュワートらのロック・ミュージシャンが独唱者として客演した。

## 解説

### 経緯
ザ・フーの『トミー』は、父親が殺人を犯すのを目撃した少年トミーが自ら三重苦になって内なる世界に閉じこもって成長していく、という架空の物語を描いた2枚組アルバムだった。この作品はメンバーでギタリスト兼ヴォーカリストのピート・タウンゼントがインドの導師メヘル・バーバーの教えに強い影響を受けて書いたもので、4人のメンバーがトミーと彼を取り巻く様々な人々の役を担って代わる代わる歌うという構成を採った。『トミー』は高い評価を得てイギリスとアメリカのアルバム・チャートでそれぞれ最高位2位と4位を記録しただけでなく、メンバーが作品の渾名に使っていた「ロック・オペラ」という言葉がポピュラー音楽の形式の一つの名称として使われるきっかけをつくった。
大きな話題を提供した『トミー』には映画化の話が起こったほか、バレエ版や舞台版がザ・フーから独立した形で制作された。そして1971年11月、マーキュリー・レコードのヨーロッパ事業責任者だったレコード・プロデューサーのルー・ライズナーが、タウンゼントに『トミー』の管弦楽団版を制作することを提案した。
1972年4月、ロンドンのオリンピック・スタジオでキース・グラントをエンジニアに迎えて、ライズナーのプロデュースの下に録音が始まった。デヴィッド・ミーシャムがロンドン交響楽団の指揮を務めた。最初の編曲版にはドラムスやベース・ギターが含まれていたが、グラントの努力にもかかわらず録音がうまく行かなかったので、ライズナーはウィル・マローンにオーケストラだけの為の編曲を依頼した。
ザ・フーの4人のメンバーのうち3人が独唱者として参加。タウンゼントは編曲には一切関与せずにナレータ―に専念した。リード・ヴォーカリストのロジャー・ダルトリーがトミー、ベーシスト兼ヴォーカリストのジョン・エントウィッスルが従兄弟のケヴィンの役だった。その他、元ビートルズのリンゴ・スター、当時フェイセズのメンバーでライズナーのプロデュースによってソロ・アルバムを2作発表していたロッド・スチュワート、トラフィックのメンバーで以前ブラインド・フェイスにも在籍したスティーヴ・ウィンウッド、俳優で歌手でもあるリチャード・ハリスなどが独唱者として客演した。
イギリス室内合唱団と独唱者のダビングを含めて、録音は10月に終了した。ライズナーの企画は綿密な計画立案に1年、スタジオでの作業に8か月を費やし、プロデューサーのルー・アドラーから60,000イギリス・ポンドの資金援助を受けて完成した。アルバムはアドラーが設立したオデ・レコードから年内に発表された。

### 内容

#### 原作との違い
- 鏡を母親に叩き壊されたトミーが伝道者として活動し始めるくだりに相当する箇所の曲順が変更された。Smash The Mirror（「鏡をこわせ」）の次がSensation（「センセイション」）に代わってI'm Free（「僕は自由だ」[注釈 13]）になり、SensationはMiracle Cure（「号外！号外！」[注釈 14]）の次になった。
- 原作の最終曲はWe're Not Gonna Take It（「俺達はしないよ」）だったが、本作ではその後半部分がSee Me, Feel Me (Finale from 'We're Not Gonna Take It')（「シー・ミー、フィール・ミー」[注釈 15]）として独立した。その結果、収録曲数が原作の24曲から25曲になった。
- 原作のEyesight To The Blind (The Hawker)（「光を与えて」）とPinball Wizard（「ピンボールの魔術師」）は、本作ではそれぞれEyesight To The BlindとPin Ball Wizardに改題された。

## 収録曲
作詞・作曲の記載がない曲はピート・タウンゼント（Pete Townshend）作である。

### オリジナルLP
Ode 99001
| #         | タイトル                             | 作詞・作曲           | Featuring                                                                    | 時間  |
| --------- | ------------------------------------ | -------------------- | ---------------------------------------------------------------------------- | ----- |
| 1.        | 「オーヴァチュア Overture」          |                      | ロンドン交響楽団、ピート・タウンゼント                                       | 4:24  |
| 2.        | 「イッツ・ア・ボーイ It's a Boy」    |                      | サンディ・デニー                                                             | 1:15  |
| 3.        | 「1921年 1921」                      |                      | グラハム・ベル、スティーヴ・ウィンウッド、マギー・ベル、ロジャー・ダルトリー | 1:53  |
| 4.        | 「素敵な旅 Amazing Journey」         |                      | ピート・タウンゼント                                                         | 3:12  |
| 5.        | 「スパークス Sparks」                |                      | ロンドン交響楽団                                                             | 3:19  |
| 6.        | 「光を与えて Eyesight to the Blind」 | Sonny Boy Williamson | リッチー・ヘヴンス                                                           | 2:48  |
| 7.        | 「クリスマス Christmas」             |                      | スティーヴ・ウィンウッド、ロジャー・ダルトリー                               | 4:18  |
| 合計時間: | 合計時間:                            | 合計時間:            | 合計時間:                                                                    | 21:09 |

| #         | タイトル                                    | 作詞・作曲     | Featuring                              | 時間  |
| --------- | ------------------------------------------- | -------------- | -------------------------------------- | ----- |
| 1.        | 「いとこのケヴィン Cousin Kevin」           | John Entwistle | ジョン・エントウィッスル               | 4:19  |
| 2.        | 「気むずかしやの女王 The Acid Queen」       |                | メリー・クレイトン                     | 3:46  |
| 3.        | 「アンダーチュア Underture」                |                | ロンドン交響楽団                       | 4:35  |
| 4.        | 「大丈夫かしら Do You Think It's Alright?」 |                | マギー・ベル、スティーヴ・ウィンウッド | 0:30  |
| 5.        | 「フィドル・アバウト Fiddle About」         | Entwistle      | リンゴ・スター                         | 1:40  |
| 6.        | 「ピン・ボールの魔術師 Pin Ball Wizard」    |                | ロッド・スチュワート                   | 3:26  |
| 合計時間: | 合計時間:                                   | 合計時間:      | 合計時間:                              | 18:16 |

| #         | タイトル                                         | 作詞・作曲 | Featuring                                                          | 時間  |
| --------- | ------------------------------------------------ | ---------- | ------------------------------------------------------------------ | ----- |
| 1.        | 「医者が見つかった There's A Doctor I've Found」 |            | スティーヴ・ウィンウッド                                           | 0:33  |
| 2.        | 「さあ、鏡のところへ Go To The Mirror!」         |            | リチャード・ハリス、ロジャー・ダルトリー、スティーヴ・ウィンウッド | 3:57  |
| 3.        | 「トミー、聞こえるかい Tommy Can You Hear Me?」  |            | マギー・ベル                                                       | 1:50  |
| 4.        | 「鏡をこわせ Smash The Mirror」                  |            | マギー・ベル                                                       | 1:24  |
| 5.        | 「アイム・フリー I'm Free」                      |            | ロジャー・ダルトリー                                               | 2:30  |
| 6.        | 「奇蹟 Miracle Cure」                            |            | チェンバー・クワイア                                               | 0:11  |
| 7.        | 「センセーション Sensation」                     |            | ロジャー・ダルトリー                                               | 2:33  |
| 合計時間: | 合計時間:                                        | 合計時間:  | 合計時間:                                                          | 12:58 |

| #         | タイトル                                                               | 作詞・作曲 | Featuring            | 時間  |
| --------- | ---------------------------------------------------------------------- | ---------- | -------------------- | ----- |
| 1.        | 「サリー・シンプソン Sally Simpson」                                   |            | ピート・タウンゼント | 5:08  |
| 2.        | 「ウェルカム Welcome」                                                 |            | ロジャー・ダルトリー | 4:40  |
| 3.        | 「トミーのホリディ・キャンプ Tommy's Holiday Camp」                    | Keith Moon | リンゴ・スター       | 1:06  |
| 4.        | 「トミーのお説教 We're Not Gonna Take It」                             |            | ロジャー・ダルトリー | 3:37  |
| 5.        | 「フィナーレ See Me, Feel Me (Finale from 'We're Not Gonna Take It')」 |            | ロジャー・ダルトリー | 3:02  |
| 合計時間: | 合計時間:                                                              | 合計時間:  | 合計時間:            | 17:33 |

### CD
| #         | タイトル                                                                               | 作詞・作曲           | Featuring                                                                    | 時間  |
| --------- | -------------------------------------------------------------------------------------- | -------------------- | ---------------------------------------------------------------------------- | ----- |
| 1.        | 「序曲 Overture」                                                                      |                      | ロンドン交響楽団、ピート・タウンゼント                                       | 4:24  |
| 2.        | 「イッツ・ア・ボーイ It's a Boy」                                                      |                      | サンディ・デニー                                                             | 1:15  |
| 3.        | 「1921年 1921」                                                                        |                      | グラハム・ベル、スティーヴ・ウィンウッド、マギー・ベル、ロジャー・ダルトリー | 1:53  |
| 4.        | 「すてきな旅 Amazing Journey」                                                         |                      | ピート・タウンゼント                                                         | 3:12  |
| 5.        | 「スパークス Sparks」                                                                  |                      | ロンドン交響楽団                                                             | 3:19  |
| 6.        | 「光を与えて Eyesight to the Blind」                                                   | Sonny Boy Williamson | リッチー・ヘヴンス                                                           | 2:48  |
| 7.        | 「クリスマス Christmas」                                                               |                      | スティーヴ・ウィンウッド、ロジャー・ダルトリー                               | 4:18  |
| 8.        | 「従兄弟のケヴィン Cousin Kevin」                                                      | John Entwistle       | ジョン・エントウィッスル                                                     | 4:19  |
| 9.        | 「アシッド・クイーン The Acid Queen」                                                  |                      | メリー・クレイトン                                                           | 3:46  |
| 10.       | 「アンダーチュア Underture」                                                           |                      | ロンドン交響楽団                                                             | 4:35  |
| 11.       | 「大丈夫かしら Do You Think It's Alright?」                                            |                      | マギー・ベル、スティーヴ・ウィンウッド                                       | 0:30  |
| 12.       | 「フィドル・アバウト Fiddle About」                                                    | Entwistle            | リンゴ・スター                                                               | 1:40  |
| 13.       | 「ピンボールの魔術師 Pin Ball Wizard）」                                               |                      | ロッド・スチュワート                                                         | 3:26  |
| 14.       | 「ドクター There's A Doctor I've Found」                                               |                      | スティーヴ・ウィンウッド                                                     | 0:33  |
| 15.       | 「ミラー・ボーイ Go To The Mirror!」                                                   |                      | リチャード・ハリス、ロジャー・ダルトリー、スティーヴ・ウィンウッド           | 3:57  |
| 16.       | 「トミー、聞こえるかい Tommy Can You Hear Me?」                                        |                      | マギー・ベル                                                                 | 1:50  |
| 17.       | 「鏡をこわせ Smash The Mirror」                                                        |                      | マギー・ベル                                                                 | 1:24  |
| 18.       | 「僕は自由だ I'm Free」                                                                |                      | ロジャー・ダルトリー                                                         | 2:30  |
| 19.       | 「号外！号外！ Miracle Cure」                                                          |                      | チェンバー・クワイア                                                         | 0:11  |
| 20.       | 「センセイション Sensation」                                                           |                      | ロジャー・ダルトリー                                                         | 2:33  |
| 21.       | 「サリー・シンプソン Sally Simpson」                                                   |                      | ピート・タウンゼント                                                         | 5:08  |
| 22.       | 「歓迎 Welcome」                                                                       |                      | ロジャー・ダルトリー                                                         | 4:40  |
| 23.       | 「トミーのホリデイ・キャンプ Tommy's Holiday Camp」                                    | Keith Moon           | リンゴ・スター                                                               | 1:06  |
| 24.       | 「僕達はしないよ We're Not Gonna Take It」                                             |                      | ロジャー・ダルトリー                                                         | 3:37  |
| 25.       | 「シー・ミー、フィール・ミー See Me, Feel Me (Finale from 'We're Not Gonna Take It')」 |                      | ロジャー・ダルトリー                                                         | 3:02  |
| 合計時間: | 合計時間:                                                                              | 合計時間:            | 合計時間:                                                                    | 69:56 |

## 出演・制作
- ロンドン交響楽団　London Symphony Orchestra
- イギリス室内合唱団　English Chamber Choir
- 指揮 – デヴィッド・ミ―シャム　David Measham
- 独唱（出演順）
  - ナレーター – ピート・タウンゼント　Pete Townshend
  - 看護婦 – サンディ・デニー　Sandy Denny
  - 恋人 – グラハム・ベル　Graham Bell
  - ウォーカー大佐 – スティーヴ・ウィンウッド　Steve Winwood
  - 母親 – マギー・ベル　Maggie Bell
  - トミー – ロジャー・ダルトリー　Roger Daltrey
  - 伝道師 – リッチー・ヘブンス　Richie Havens
  - 従兄弟のケヴィン – ジョン・エントウィッスル　John Entwistle
  - ジプシー – メリー・クレイトン　Merry Clayton
  - 叔父のアーニー – リンゴ・スター　Ringo Starr
  - 地元の若者 – ロッド・スチュワート　Rod Stewart
  - 医者 – リチャード・ハリス　Richard Harris
- プロデュース – ルー・ライズナー　Lou Reizner
- エンジニア – キース・グラント　Keith Grant
- 編曲 – ウィル・マローン　Will Malone、ジェイムス・サリヴァン　James Sullivan
- デザイン・コンセプトとグラフィックス – Wilkes & Braun, Inc.
- グラフィックロゴ・タイプ – Tom Carnase, Tom Wilkes
- 写真 – イーサン・ラッセル, Tom Wilkes, Phil Marco
- 登場人物の肖像画（イラスト）
  - ナレーター – Richard Amsel
  - 看護婦 – ロバート・ハインデル
  - ウォーカー大佐 – Wilson McLean
  - 母親 – Jim Manos
  - トミー – Mark English
  - 伝道師 – Alex Gnidziejko
  - 従兄弟のケヴィン – Doug Johnson
  - ジプシー – David Edward Byrd
  - 叔父のアーニー – Robert Grossmann
  - 地元の若者 – Charles E. White III
  - 医者 – Richard Harvey

## シングル
- I'm Free / Underture[9]
- Go To The Mirror! / Underture[10]

## 評価
アメリカでは発売されて一週間で40万組を売り上げた。全世界で100万組以上を売り上げ、ゴールドディスクに認定された。1973年2月28日、当時オデ・レコードのレコードの配給元だったA&Mレコードのロンドン事務所で授賞式が開かれ、ライズナー、ミーシャム、ダルトリー、デニー、ウィンウッド、エントウィッスルが出席した。
デザイン・コンセプトとグラフィックスを担当したWilkes & Baum, Inc.のTom WilkesとCraig Braunは、1974年の第16回グラミー賞の最優秀レコーディング・パッケージ賞を受賞した。

## コンサート

### ロンドン公演（1972年12月9日）
アルバムが発表された1972年の12月9日、ライズナーの企画でロンドンのレインボウ・シアターでチャリティー・コンサートが開かれ、ミ―シャムが指揮するロンドン交響楽団、イギリス室内合唱団、独唱者が出演して、本作が完全再演された。
ライズナーは当初、コンサートをロイヤル・アルバート・ホールで開く計画を立てたが、『トミー』はオペラではないという理由で先方から拒絶されたので、代わりにレインボウ・シアターを会場に選んだ。アルバムに参加した独唱者のうちリンゴ・スターとリチャード・ハリスは都合がつかなかったので、代役としてザ・フーのドラマーでアルバム制作には参加しなかったキース・ムーンが叔父のアーニー、ピーター・セラーズが医者の役を担当した。コンサートに先立ち、12月5日から7日までドレス・リハーサルが行なわれた。
コンサートは午後6時と9時半に開かれ、タウンゼントはナレーターの役に加えてアコースティック・ギターを演奏し、スチュワートは当時在籍していたフェイセズのギタリストのロン・ウッドと共に出演した。チケットは高額だったにもかかわらず完売し、20,000イギリス・ポンドもの収益がクリスマスの為に寄付された。

### オーストラリア公演（1973年3月31日、4月1日）
明くる1973年、ライズナーは海外公演を目論んだが、2月のニューヨーク公演と3月のロサンゼルス公演の計画は挫折した。彼とミーシャムはオーストラリアのプロモーターの協力の下にオーストラリアのシンガーを独唱者に迎えて、3月31日にメルボルン、4月1日にシドニーでコンサートを実現させた。
ロンドン公演のキャストからはムーンが叔父のアーニー、ベルが恋人ではなくナレーターとして出演した。その他の独唱者はDaryl Braithwaite（トミー）、Colleen Hewett（母親）、Broderick Smith（ウォーカー大佐）、Jim Keays（恋人）、Wendy Saddington（看護婦）、Doug Parkinson（伝道師）、Ross Wilson（従兄弟のケヴィン）、Linda George（ジプシー）、Billy Thorpe（地元の若者）、Bobby Bright（医者）だった。
メルボルン公演の模様はオーストラリア国内でテレビ放映された。白黒の映像が残っている。 

### ロンドン公演（1973年12月13日、14日）
ライズナーは自閉症の小児を支援するリッチモンド・フェローシップ（Richmond Fellowship for Autistic Children）の為に、再びレインボウ・シアターでのチャリティー・コンサートを企画した。ミ―シャムが指揮するロンドン交響楽団、イギリス室内合唱団、独唱者が、一日だけのリハーサルを経て12月13日と14日のステージに立った。
独唱者はダルトリー（トミー）、ベル（恋人）、ヘブンス（伝道師、13日のみ）、クレイトン（ジプシー）以外は新顔で、デヴィッド・エセックス（ナレーター）、マーシャ・ハント（看護婦）、ロジャー・チャップマン（ウォーカー大佐）、エルキー・ブルックス（母親）、ロニー・チャールズ（伝道師、14日のみ）、ビル・オディー（従兄弟のケヴィン）、ヴィヴィアン・スタンシャル（叔父のアーニー）、ロイ・ウッド（地元の若者）、ジョン・パートウィー（医者）だった。
出演を辞退したタウンゼントは、翌1974年に映画『トミー』（1975年公開）のメガホンを取ることになる映画監督のケン・ラッセルと共に客席からコンサートを鑑賞した。
コンサートの模様は、12月30日午後6時からキャピタル・ラジオ（Capital Radio）で放送された。